# 胡克先
胡克先（1909年9月11日—1963年8月8日），字覺民，中華民國陸軍炮兵將領。

## 生平
作为清朝前华阳县县长之子，胡克先在青少年时被父母送去重庆学习经商；但他在途中开小差，去南京加入了黄埔军校。胡克先很擅长中国书法。在加入黄埔军校途中，刚到黄埔军校迁移到南京前的所在广州时，钱已用完。他用自己的书法技能迅速赚到钱，帮助他自己成功到达南京。在民國十七年（1928）4月入伍，為黃埔軍校第六期砲兵科，在軍校中編制在第一總隊砲兵科砲兵第一中隊。民國十八年（1929）5月畢業，在國民革命軍所屬砲兵部隊服役。
民國二十四年（1935）6月25日，晉升砲兵少校，隨後轉入軍委會直屬的國民革命軍炮兵第十團第三營就任少校營長，學習sFH 18/32L榴彈炮操作。松滬戰役後第三營轉戰第十戰區，第三營在日軍數度向潼關進攻的戰役中表現出優秀戰果，憑藉此戰功，胡克先在炮十團中晉升團附，在滇西緬北戰役前夕升任炮十團團長，並在中國遠征軍反攻時的炮兵作戰有著優秀表現。因滇西反攻戰功，在民國三十四年（1945）6月晉升炮兵上校。後調任國民革命軍砲兵第四旅擔任上校副旅長。
國共內戰期間，在民國三十六年（1947）2月考入陸軍大學乙級將官班深造，民國三十七年（1948）4月畢業，晉升炮兵少將，因此未參與國共內戰重大戰役。畢業後曾接掌吳淞要塞司令，後因江陰要塞叛變，吳淞要塞在民國三十八（1949）年5月失守，民國三十八年（1949）6月轉任廈門要塞司令，其擔任司令期間派遣要塞第二總台長周書庠調查金門防務，奠定後續金門防禦設置之基礎。在廈門戰役後，廈門要塞失守，古寧頭戰役時作為二十二兵團司令官李良榮的直屬督戰官在第一線指揮作戰，古寧頭戰役後調職臺灣高雄要塞副司令官，後升任臺南師管區司令兼南部警備司令，常陪伴蒋介石巡查和视察这一地区的城市。
民國四十九年（1960）10月以中將軍銜退役，民國五十二年（1963）8月，因脑溢血在台南去世。他身后有三子：胡绍宁、胡绍蓉、胡绍渝。长子胡绍宁是最受信任的一个，常被父亲找来咨询疑难问题。